# Фрейрия
Фрейрия (порт. Freiria)  —  район (фрегезия) в Португалии,  входит в округ Лиссабон. Является составной частью муниципалитета Торриш-Ведраш. По старому административному делению входил в провинцию Эштремадура. Входит в экономико-статистический  субрегион Оэште, который входит в Центральный регион. Население составляет 2464 человека на 2001 год. Занимает площадь 13,38 км².
Покровителем района считается Лука (евангелист) (порт. São Lucas). 